# František Arnošt Silva-Tarouca
František Arnošt hrabě ze Silva‑Taroucy (německy Franz Ernst Graf von Silva-Tarouca; 18. července 1890 Čechy pod Kosířem – 7. prosince 1943 Čechy pod Kosířem) byl moravský šlechtic z původně portugalského rodu Silva-Tarouca a poslední soukromý majitel velkostatku Čechy pod Košířem.

## Původ
Narodil se jako páté dítě a čtvrtý syn Františka Josefa II. hraběte ze Silva-Taroucy (1858–1936) a jeho manželky Gabriely, rozené princezny ze Schwarzenbergu (1856–1934). Byl pokřtěn jako František Serafinský Arnošt Maria Josef Vincenc Bedřich Jiří Hubert Alfons Ignác Antonín. Měl šest sourozenců, ale dva z nich zemřeli mladí.
Jak bylo ve šlechtických rodinách zvykem, nejprve získal domácí vzdělání v Čechách pod Kosířem. Vyučovali ho nejen domácí učitelé, ale i rodiče. Zkoušky skládal na německém gymnázium v Olomouci. Poté pokračoval v jezuitském kolegiu Neposkvrněného početí Panny Marie v Kalksburgu u Vídně.
Po studiu si František Arnošt zvolil vojenskou kariéru a připojil se ke schwarzenberským hulánům v Haliči. Tam se setkával se svým bratrem i s příslušníky šlechtických rodů Dobrzenský, Lobkowicz, Szalay, Rosenzweig nebo Lubomirski. Každý rok byl povýšen. V roce 1911 byl jmenován strážmistrem, v roce 1912 praporčíkem a v roce 1913 poručíkem. Byl vynikajícím jezdcem, účastnil se závodů a byl několikrát oceněn. Po vypuknutí 1. světové války a mobilizaci ihned narukoval. V Bukovině padl jeho mladší bratr Alois (1894–1917).
Zajímal se o Velkou Británii, kterou před vypuknutím Velké války dvakrát, v roce 1913 a 1914, navštívil. Anglicky také mluvil.
František Arnošt byl svobodný a bezdětný. Zemřel v roce 1943 na bronchopneumonii ve věku 53 let a byl pochován v hrobce Silva-Taroucův v parku v Čechách pod Kosířem. Smuteční obřad vedl páter Fratišek – Vincent (Franz – Vinzenz) Silva-Tarouca (1895–1980) z průhonické linie, poslední mužský příslušník rodu.

## Majetek

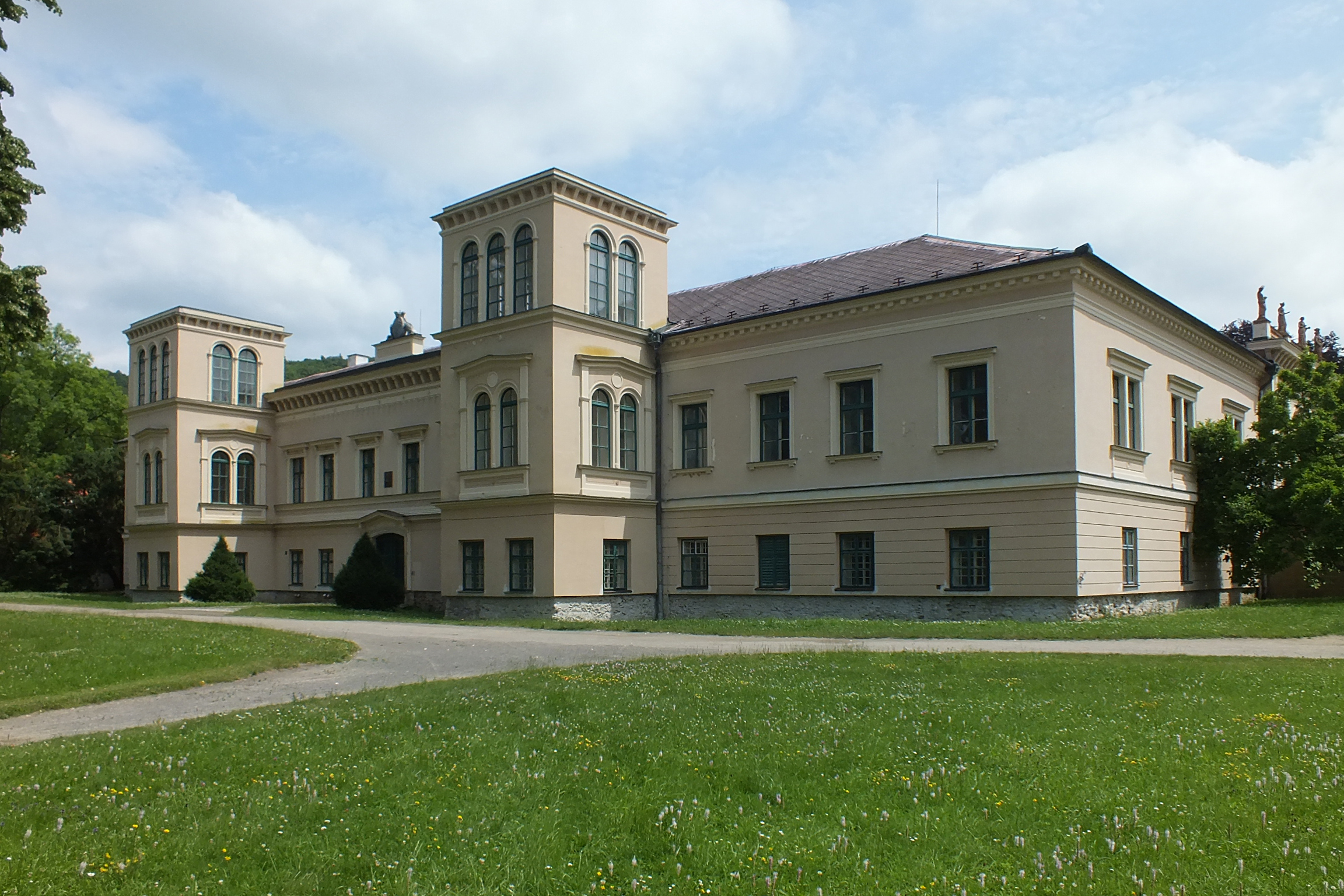
Sídlo rodu – zámek Čechy pod Kosířem

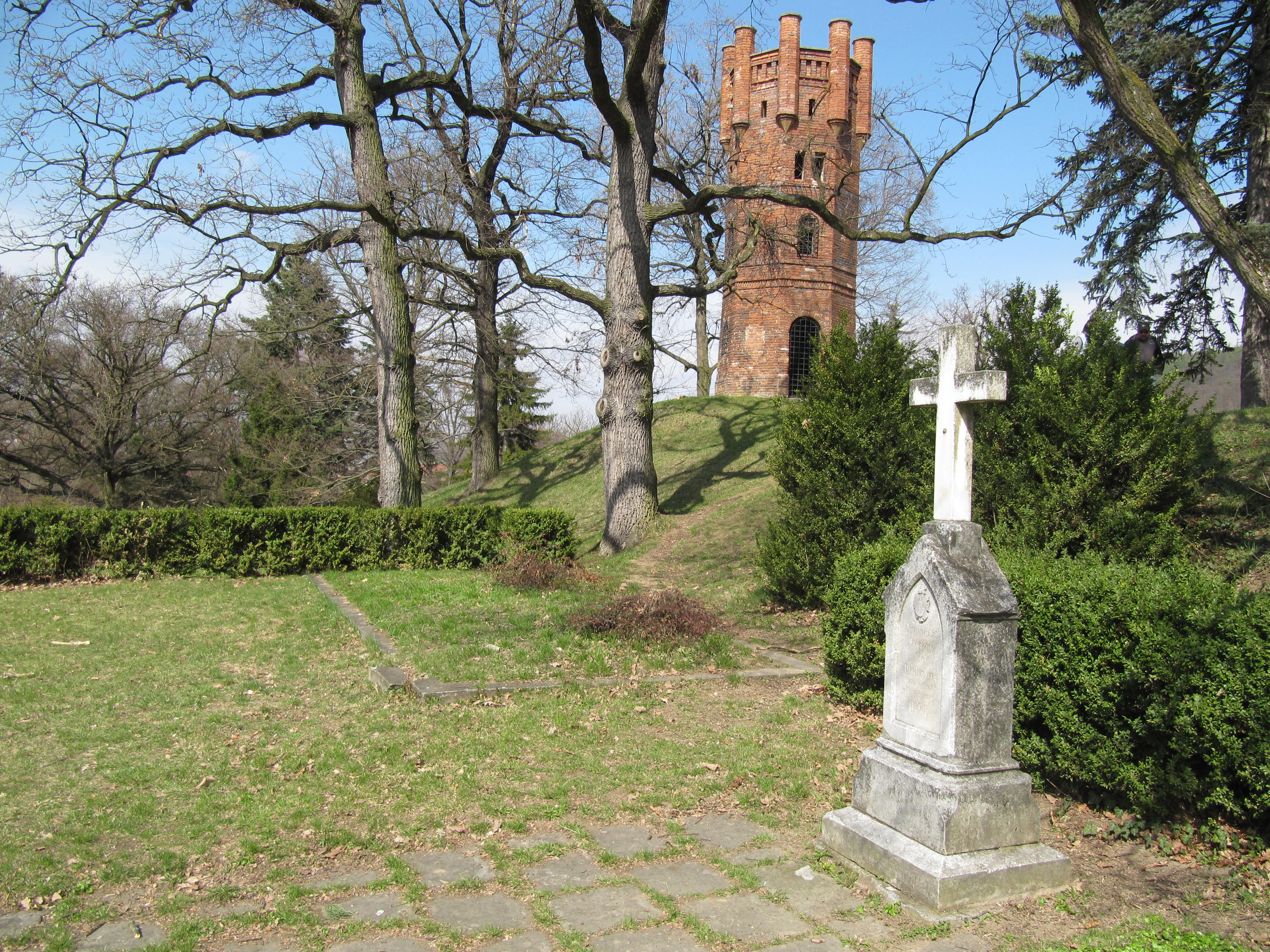
Rodinná hrobka v zámeckém parku

Nejvýznamnějším majetkem moravské linie Silva-Tarouců byl velkostatek Čechy pod Kosířem se zámkem. František Arnošt se stal jeho majitelem, přestože nebyl nejstarším synem.
Nejstarší bratr Karel (1883–1958), předpokládaný dědic majetku, se vzdal majorátu ve prospěch druhorozeného bratra Egberta v roce 1912 a  vstoupil do jezuitského řádu, později působil ve Vatikánu a Římu. Egbert (1887– 1971) po první světové válce postupně přebíral správu vekostatku, investoval a zaváděl modernizaci. To se mu však nepovedlo a přivedl rodinu na pokraj bankrotu. Na velkostatek byla v roce 1923 uvalena vnucená správa. Sekvestory se stali Karel (1893–1972) a Richard Belcredi (1891–1956), z rodiny začal dohlížet na správu František Arnošt. František Arnošt se na rozdíl od svých sourozenců přihlásil k české národnosti. Také proto byla v roce 1942 na jeho majetek uvalena německá vnucená správa. 
Po druhé světové válce v letech 1945–1949 byl velkostatek v soudním pozůstalostním řízení. V roce 1949 byl zámek a celý majetek rodu vyvlastněn československým státem.